# Helmer Avasalu
Helmer Avasalu, född 6 november 1908 i Martna, Estland, död 31 augusti 2000 i Södertälje, var en estnisk svensk konstnär.
Avasalu var förutom en teckningskurs han genomgick i Estland autodidakt som konstnär. Efter att han bosatte sig i Södertälje deltog han i en lokal grafikkurs. Men medverkade i Liljevalchs vårsalong 1971 och han deltog i ett flertal Sörmlandssalonger. För Röda korset och Rädda Barnen i Södertälje utförde några arbeten. Hans konst består av landskapsmotiv med skärgården, fjäll och naturens mikrovärld.